# Oligembia bicolor
Oligembia bicolor is een insectensoort uit de familie Teratembiidae, die tot de orde webspinners (Embioptera) behoort. De soort komt voor in Brazilië.
Oligembia bicolor is voor het eerst wetenschappelijk beschreven door Ross in 1944.